# Riksväg 28, Finland

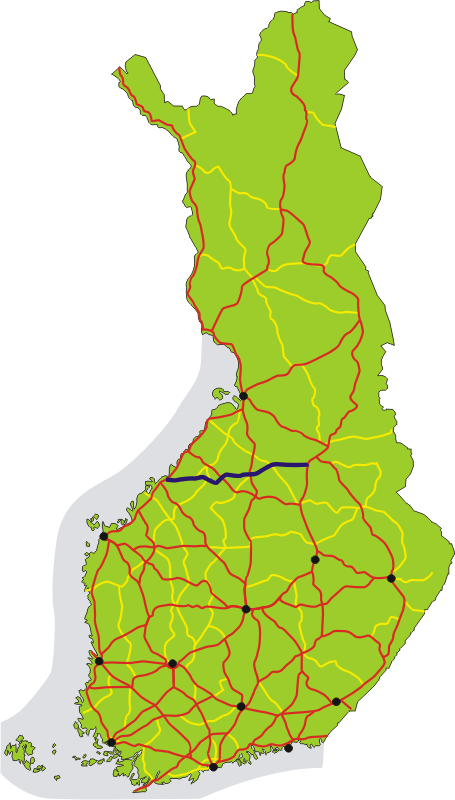
Riksväg 28 markerad med mörkblått på kartan

Riksväg 28 är en av Finlands huvudvägar. Den går från Karleby till Kajana.
- Wikimedia Commons har media som rör Riksväg 28, Finland.